# Fluoreto de zinco
Fluoreto de zinco é um composto de zinco de fórmula ZnF2. Se forma pela reação de óxido ou hidróxido de zinco com ácido fluorídrico ou pela reação do metal com o ácido ou ainda por reações de dupla troca. Fluoreto de zinco é um sólido branco pouco solúvel em água.

## Básico
Fluoreto de zinco (ZnF2) é um composto químico inorgânico. Ele é encontrado como a forma anidra e também como o tetrahidrato, ZnF2.4 H2O (estrutura cristalina romboédrica). Ele tem um alto ponto de fusão e tem a estrutura cristalina do rutilo contendo átomos de zinco hexacoordenados, o que sugere caráter iônico apreciável em sua ligação química. Ao contrário dos outros haletos de zinco, ZnCl2, ZnBr2 e ZnI2, não é muito solúvel em água.

## Preparação e reações
Fluoreto de zinco pode ser sintetizada de várias formas.
1. Reação de um sal de fluoreto com cloreto de zinco, para produzir fluoreto de zinco e um sal de cloreto, em solução aquosa
2. A reação do zinco metálico com flúor gasoso.
3. Reação do ácido fluorídrico com zinco, para produzir gás hidrogênio (H2) e fluoreto de zinco (ZnF2).
Fluoreto de zinco pode ser hidrolisada por água quente para formar o fluoridróxido de zinco, Zn(OH)F.